# جوزيف ليفاندوفسكي
جوزيف ليفاندوفسكي (بالبولندية: Józef Lewandowski)‏ (بالسويدية: Jozef Lewandowski)‏ هو مؤرخ بولندي وسويدي، ولد في 1923 في كونين في بولندا، وتوفي في 17 نوفمبر 2007.